# Anita Klinz
Anna Maria Klinz, detta Anita (Abbazia, 15 ottobre 1923 – 10 marzo 2013) è stata una direttrice artistica e grafica italiana.
Insieme a Lora Lamm è stata praticamente l'unica donna italiana che già a partire dagli anni cinquanta aveva raggiunto il ruolo di direzione artistica in una realtà di primaria importanza quale l'editrice Mondadori. Qui è stata per molti anni art director e ha supervisionato ogni aspetto inerente ai libri: copertine, pubblicità, impaginazione, diventando famosa soprattutto per le copertine. È successivamente stata art director per Il Saggiatore. Ha inoltre curato per un anno l'impaginazione di Epoca e svolto consulenza pubblicitaria alla Singer per due anni. Insieme a Bob Noorda, Massimo Vignelli, Bruno Munari, Mimmo Castellano, Lica e Albe Steiner, Max Huber è una delle designer che hanno caratterizzato la storia del design grafico italiano.

## Biografia
Nata nel 1923 a Abbazia nell'allora Istria italiana, studia al ginnasio scientifico e alla scuola d'arte grafica di Praga. Nell'immediato dopoguerra arriva a Milano a piedi, insieme alla madre e alla sorella, in cerca di un lavoro. Svolge diversi mestieri, dalla baby-sitter all'impiegata di banca, mantenendo viva la passione per il design che è dispiaciuta di non aver potuto affinare frequentando l'università. In quel periodo disegna spesso all'aperto. In una di queste occasioni viene notata e chiamata a lavorare in un'agenzia pubblicitaria. Da qui si sposta a lavorare per la Mondadori dove inizia reimpaginando le pubblicità nella redazione della rivista Epoca. Qui conosce Alberto Mondadori e con lui partecipa al design della rivista. All'inizio degli anni sessanta le viene dato incarico di creare l'ufficio artistico Mondadori, che dirigerà per anni. Non si limita a disegnare le copertine dei volumi, né abbozza la sua idea per farla ricopiare a un assistente. Piuttosto sceglie collaboratori sempre diversi, selezionandoli per le capacità specifiche di fornire una soluzione inaspettata e mirata a uno specifico problema. Fa assumere alla Mondadori grafici e illustratori tra i migliori sul mercato.

### Collaborazioni
Tra i grandi artisti che Anita ha scelto e diretto l'ungherese Ferenc Pintér, che si era proposto come freelance e che viene invece assunto su indicazione di Anita nel 1960. Con Pintér Anita si scontra più volte nella progettazione della collana Omnibus: vuole infatti che le illustrazioni di Ferenc avvolgano tutto il libro, incluso il dorsetto e la quarta di copertina. Anita ha compreso, meglio di altri, che il libro è un oggetto di design e il suo valore visivo non si limita alla copertina.
Con Karel Thole, nel 1962, Anita Klinz studia la nuova veste grafica dei volumi della collana di fantascienza Urania. Questa veste presenta l'illustrazione racchiusa in un cerchio rosso, che rappresenta l'oblò dell'astronave. Il cerchio è spesso erroneamente attribuito a Thole probabilmente poiché molte illustrazioni della serie furono sviluppate da lui, sotto la direzione di Anita. Questo elemento caratterizzerà le copertine della serie dal 1964 al 1996.
Alla stessa maniera le copertine de Il Giallo Mondadori presentano un cerchio nero, dal quale un elemento dell'illustrazione esce creando un elemento di dinamismo o tensione visiva.
Con Ferruccio Bocca progetta la nuova linea della collana Il Tornasole, che si caratterizza per un uso essenziale di immagini fotografiche al limite dell'astrazione, che integrano il ritratto dell'autore nella quarta di copertina. Anche il lettering è minimale, con titolo, autore, editore e genere in carattere Helvetica nero e rosso. Questa stessa impostazione sintetica viene applicata all'Enciclopedia dei Ragazzi, sviluppata con il designer svizzero Peter Gogel: con questo progetto Anita Klinz vince la medaglia d'oro alla Fiera di Lipsia.
Con Elio Uberti firma nel 1960 la collana I grandi maestri dell'architettura contemporanea, che verranno esposta alla Triennale di Milano nell'inverno 2012-2013. La collana si compone di una serie di 6 copertine per Il Saggiatore, che presentano con grande impatto iconico solo disegni - quasi tratti - ultra stilizzati in nero su bianco. Ogni disegno rappresenta una sintesi dello stile caratteristico dell'autore presentato.
Collabora anche con Bruno Binosi, Paul Scharff, Paolo Zancuoghi e diversi altri. Interamente suo è invece il progetto della collana I Gabbiani. Le copertine sono di ispirazione concettuale e riportano, come in un modulo prestampato, il nome dell'autore, il titolo, il nome della collana, il prezzo e l'argomento, creando un insieme reso tanto forte quanto sintetico.

### Gli anni deIl Saggiatore
Quando Alberto Mondadori fonda la casa editrice Il Saggiatore Anita lo segue e prende in carico l'intero progetto dell'identità coordinata. Tra i molti lavori di quegli anni l'opera di Winston Churchill sulla Grande Guerra, sviluppata con Gogel: 4 volumi in cui un filo spinato fuori scala attraversa, come legandole, le 4 copertine. In un progetto di allestimento della fiera di Francoforte, invece, vengono provocatoriamente esposti libri - ancora da progettare - che rendono lo spazio surreale e al contempo altamente leggibile.
Al fallimento dell'editrice, Anita Klinz rientra in Mondadori alla divisione periodici. Successivamente si ritira, chiudendosi in un vero e proprio muro di silenzio e rifiutando ogni contatto anche con chi desiderasse ricostruire e scrivere la storia di quegli anni. Pochi amici vengono ammessi a incontrarla: tra questi Gogel.
Le sue ceneri sono tumulate in un'edicola al Cimitero Maggiore di Milano.

## Riconoscimenti e mostre
- Mostra internazionale di sopraccoperte e copertine di libri, Edimburgo
- Medaglia d'Oro, 1967 e 1969, Fiera del Libro di Lipsia
- Mostra Vestire il libro[6] presso la Biblioteca Comunale di Gorgonzola, 2009. Sono esposte le migliori copertine create da quindici grandi grafici. Tra essi Anita Klinz è l'unica donna.
- Menzione d'Onore alla Carriera nell'ambito dello Aiap Women in Design Award, 26 settembre 2012.[7]
- TDM 5: grafica italiana presso la Triennale di Milano, inverno 2012-2013.